# Sphärenspektrum
Das Sphärenspektrum ist im mathematischen Teilgebiet der Stabilen Homotopietheorie ein spezielles Spektrum, welches von sämtlichen Sphären gebildet wird und zudem das Einheitselement in der monoidalen Kategorie der Ringspektren ist. Entsprechend ist es das initiale Ringspektrum ähnlich wie die ganzen Zahlen der initiale Ring sind. Dadurch verhält sich grob ausgedrückt das Sphärenspektrum ähnlich wie die ganzen Zahlen.

## Definition
Einhängungen von Sphären sind wieder Sphären, nämlich genau die in einer Dimension höher. Dadurch ist es sinnvoll, alle Sphären gemeinsam durch ein Spektrum zu beschreiben, wobei die verbindenden Abbildungen genau diese Homöomorphismen sind. Konkret ist das Sphärenspektrum {\displaystyle \mathbb {S} } gegeben durch die Folge {\displaystyle S^{n}} der Sphären und die kanonischen Homöomorphismen {\displaystyle \Sigma S^{n}\rightarrow S^{n+1}}.

## Eigenschaften
- Die Homotopiegruppen des Sphärenspektrums sind genau die stabilen Homotopiegruppen der Sphäre:
{\displaystyle \pi _{k}(\mathbb {S} )=\pi _{k}^{\mathrm {stab} }=\lim _{n\in \mathbb {N} }\pi _{n+k}(S^{n}).}
- Die Identitäten {\displaystyle S^{m}\wedge S^{n}\cong S^{m+n}} ergeben gemeinsam ein Spektrenisomorphismus {\displaystyle \mathbb {S} \wedge \mathbb {S} \cong \mathbb {S} } mit welchem das Sphärenspektrum zu einem Ringspektrum wird.